# Chevelon Creek
Der Chevelon Creek ist ein etwa 134 Kilometer langer linker Nebenfluss des Little Colorado River im US-Bundesstaat Arizona. Er durchfließt den Chevelon Canyon im Mogollon Rim in den Counties Navajo und Coconino.

## Verlauf
Der Fluss entsteht auf 2141 m durch den Zusammenfluss des Woods Canyon Creek aus dem Woods Canyon Lake von links und dem Abfluss des Willow Springs Canyon aus dem Willow Springs Lake von rechts im Navajo County.
Er fließt nach Nordosten durch den Chevelon Canyon in den Apache-Sitgreaves National Forests und nimmt dabei, vor allem von rechts, das Wasser mehrerer Canyons auf. Beim Weimer Point wird er zum Chevelon Canyon Lake gestaut. Weiter flussabwärts mündet von links der West Chevelon Creek und kurz darauf von rechts der Abfluss des Wildcat Canyon in den Fluss. Bei der Mitchell Windmill verlässt er den Staatsforst und schlängelt sich weiter nach Nordosten. Es münden von rechts der Potato Wash und bei den McCauley Sinks der Rock Creek sowie mehrere Canyons. Nach dem Bell Cow Canyon von rechts fließt er in mehreren Bögen nach Norden. Kurz vor der Mündung, nach einer Brücke der Mc Laws Road, befindet sich in der Chevelon Creek State Wildlife Area ein kleiner Staudamm.
Schließlich mündet der Chevelon Creek auf 1494 m bei Hibbard von links und Südosten kommend in den Colorado River.

## Geschichte

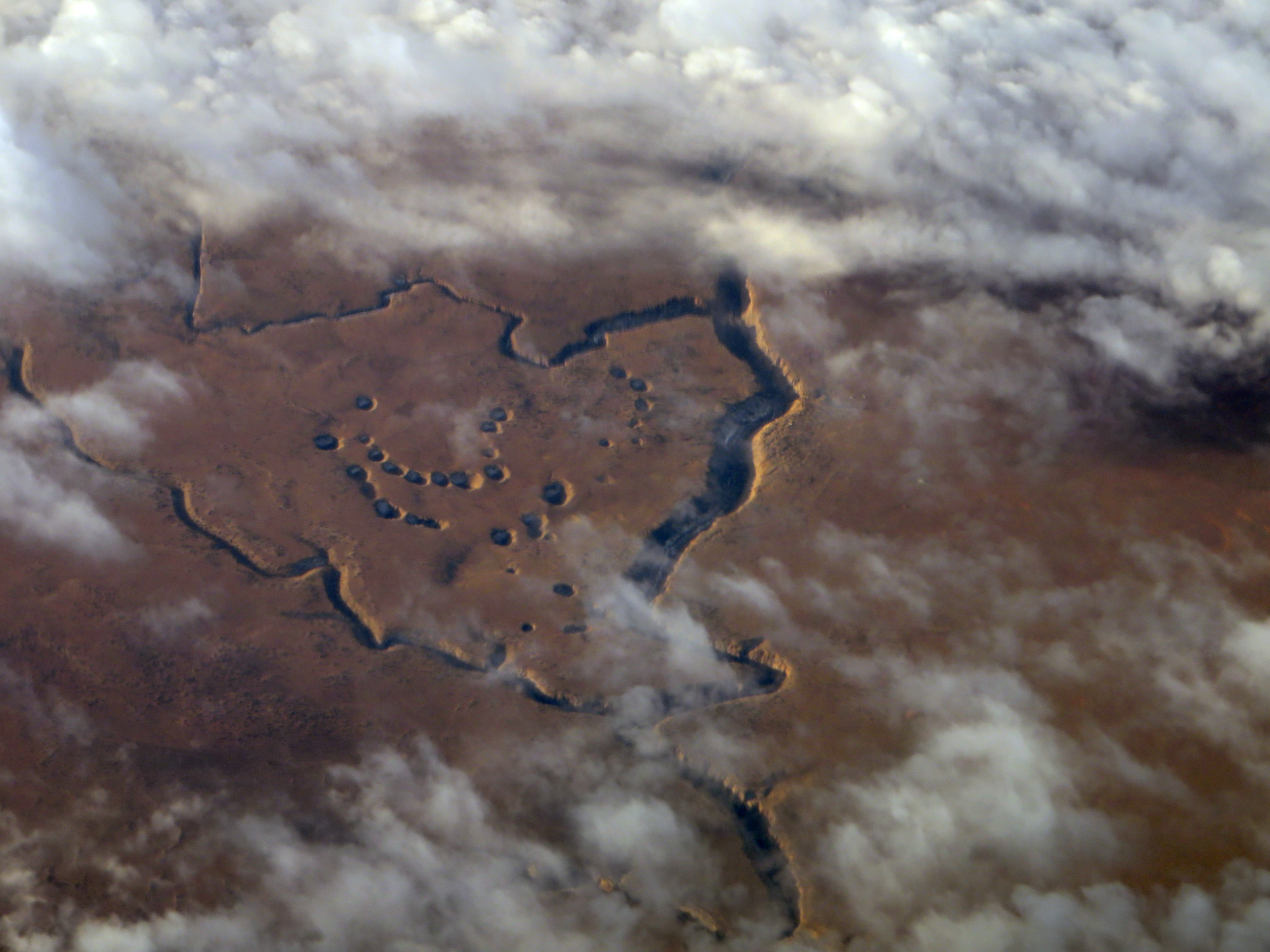
Chevelon Creek bei den McCauley Sinks

Der Fluss wurde nach einem Pelzjäger benannt, der am Fluss starb, nachdem er eine giftige Wurzel verspeist hatte.

### Namensvarianten
Nach den Angaben im Geographic Names Information System des United States Geological Survey war der Chevelon Creek unter mehreren anderen Namen bekannt:
| - Big Dry Wash - Chevelous Fork - Chevlon Creek | - Chevlon Fork (offiziell) - East Clear Creek - Shevlon |